# West of the Divide
West of the Divide è un film del 1934 diretto da Robert N. Bradbury.
È un film western statunitense con John Wayne, Virginia Brown Faire e George 'Gabby' Hayes. West of the Divide è un remake di The Reckless Rider del 1932.

## Produzione
Il film, diretto e sceneggiato da Robert N. Bradbury su un soggetto dello stesso Bradbury e di Oliver Drake, fu prodotto da Paul Malvern per la Lone Star Productions e girato a Kernvilles in California.

## Distribuzione
Il film fu distribuito negli Stati Uniti dal 15 febbraio 1934 al cinema dalla Monogram Pictures.
Alcune delle uscite internazionali sono state:
- nel Regno Unito l'11 febbraio 1935
- in Francia (A l'ouest des montagnes e L'honneur retrouvé)
- in Grecia (Adelfoi ston kindyno)
- in Brasile (O Cavaleiro da Justiça)

## Promozione
Le tagline sono:
- "He Played A Flashing Gun-Game That Turned Up A Pack Of Bandits!" (locandina originale).
- "A Two Gun Son Of The West Takes The Law Into His Own Hands!" (locandina di una redistribuzione del 1940).